# Michele Rosa (pittore)
Michele Rosa (Sora, 1º settembre 1925 – Sora, 24 giugno 2021) è stato un pittore italiano.

## Biografia
Terminati gli studi superiori al Liceo Artistico Ripetta di Roma, frequenta la facoltà di Architettura dell’Università La Sapienza della stessa città e, quindi, quella dell’Università di Napoli. Nel 1953 si trasferisce negli Stati Uniti per seguire i corsi di studio presso la facoltà di Fine Arts alla University of Urbana, a Champaign, nell’Illinois. Qui lavora al Dipartimento di Fisica nucleare sotto la direzione dello scienziato italiano Gilberto Bernardini.
Nel 1956 ritorna in Europa rifiutando la cattedra di storia dell’arte all’University of London. Si dedica alla pittura, alla recensione di note critiche e alle riflessioni artistiche. Fonda la galleria La Saletta di Frosinone assieme a E. Gualdini e la galleria Arte Club e Expo Arte di Sora, città nella quale cura tre edizioni della Biennale di Arte Sacra.
In quegli anni avvia una lunga serie di partecipazioni a mostre, concorsi ed eventi in ambito artistico in Italia e all’estero. Tra le più prestigiose, quelle nel Palazzo delle Esposizioni di via Nazionale a Roma, dove nel 1963 viene premiato all’interno del Concorso di Arti Figurative.
Nel 1966 espone alla mostra personale presso il Salon ULUH (oggi HDLU) di Spalato e Zagabria. Nel 1967 le sue opere sono presenti alla galleria Montmartre di Parigi, diventando due anni dopo Console onorario della Republique de Montmartre. Nel 1971 è nuovamente invitato a Parigi, alla Mostra del Cinquantenaire Republique de Montmartre: ritorna nella capitale francese in diverse occasioni negli anni successivi, esponendo in alcune mostre collettive come quella della  “Galerie Salammbo” nel 1988.
Nel 1996 aderisce all’istituzione di un’Art World Bank a Dakar, in Senegal, nell’isola di Gorée, sede della Maison des Esclavees. Nel 2009 partecipa alla mostra collettiva Anteprima di Art’Ambiente tenuta al Palazzo dei Congressi di Roma.
Nel 2013 gli viene conferito dal presidente della Repubblica Giorgio Napolitano il titolo onorifico di Cavaliere dell’Ordine al merito della Repubblica. Nel 2019, il Comune di Sora gli conferisce l’attestazione di cittadino benemerito come riconoscimento pubblico per l’attività svolta in campo artistico e culturale, contribuendo al prestigio della municipalità e alla diffusione dell’arte.
Muore a Sora il 24 giugno 2021 senza poter assistere alle manifestazioni artistiche a cui era stato invitato, come la XIII Florence Biennale, la mostra Internazionale d’Arte Contemporanea di Firenze in cui gli viene conferito il premio alla memoria della Presidenza, e la Quadriennale d’arte Betesda a Varsavia, Polonia.
Nello stesso anno è presente alla retrospettiva dei Maestri del ‘900 presso il Palazzo della Banca d’Italia a Frosinone, in esposizione con opere di artisti tra i quali Michele Cascella, Giovanni Colacicchi, Giorgio De Chirico, Enotrio Pugliese, Eliano Fantuzzi, Mino Maccari, Umberto Mastroianni, Giovanni Omiccioli, Domenico Purificato, Aligi Sassu, Mario Schifano, Gregorio Sciltian, Alberto Sughi, Vittorio Miele e Gian Carlo Riccardi.
Nel 2024 una sua opera è stata esposta nel Grenada Pavillon alla 60ª Esposizione Internazionale d’Arte di Venezia.

## Mostre collettive (selezione)
- 1958 – 1ª mostra collettiva dei pittori laziali, Palazzo delle Esposizioni, Roma, 1 - 30 maggio
- 1961 – Roma nel Risorgimento, Palazzo delle Esposizioni, Roma, 1 settembre - 31 ottobre[23]
- 1964 – Il Lavoro Italiano, 1° Rassegna Nazionale di Arti Figurative, palazzo delle Esposizioni, Roma, 7 - 20 ottobre
- 1966 – Galleria “U.L.U.H.”, Spalato (ex Jugoslavia), 5 - 18 aprile
- 1967 – Settembre Romano, Palazzo delle Esposizioni, Roma 4 - 14 settembre; – Rassegna d’arte dei pittori ciociari, nel quarantennale della provincia di Frosinone, Palazzo Rosso, Fiuggi (FR), 10 – 25 settembre
- 1969 – Galleria Montmartre, Parigi (Francia)
- 1971 – Cinquantenaire Republique de Montmartre, Parigi (Francia);
- 1988 – Galleria Salammbo, Parigi (Francia), dal 22 novembre;
- 1996 - Dal Welfare al Well Being, Palazzo delle Esposizioni di Roma in occasione del F.A.O. World food summit Eating art, Get the best from your food, Roma, 13 - 20 novembre
- 2001 – Nel segno di Mozart, Reggia di Caserta, Caserta, 15 – 23 dicembre
- 2002 – 3ª Edizione di Arte per la Bibbia: Giobbe, l’Uomo, Palazzo dei Convegni e Palazzo della Signoria, Jesi (AN), 11 - 14 dicembre
- 2020 – Rome Art Week[24]
- 2021 - Florence Biennale (XIII edizione), Fortezza da Basso, Firenze 23 – 31 ottobre[14]
- 2021 - Esposizione Triennale di Arti Visive (IV edizione), palazzo della Cancelleria Apostolica, Roma 11 - 20 giugno[25][26]
- 2021 - Fondazione Amedeo Modigliani - Modigliani Opera Vision 2021, Complesso Monumentale La Pietà, Venezia (artista selezionato)
- 2021 - Betesda Foundation, Quadriennale Betesda, 2nd Iinternational Contemporary Art Competition, Museum of John Paul II and Primate Wyszyński, Warsaw (PL) 3 ottobre – 7 novembre[27]
- 2024 – La Biennale di Venezia - 60ª Esposizione Internazionale d’Arte, Venezia[18][19][20][21][21][22]

## Premi principali
- 1960 – L’arte nel tempo libero, salone ENAL di Frosinone, premiato con ammissione alla mostra nazionale di Perugia “L’arte nel tempo libero”
- 1962 – Ciociaria vi presenta, Palazzo delle Esposizioni, Roma
- 1964 – 1° Rassegna Nazionale di Arti Figurative “Il Lavoro Italiano”, palazzo delle Esposizioni, Roma, premiato con medaglia e diploma di merito
- 1964 – 2ª edizione concorso nazionale d’Arte Ippocampo d’Oro, Marina di Torre Annunziata- Oplonti, secondo premio
- 1964 – 7ª edizione Porticato Gaetano, collettiva Interprovinciale di Arti Figurative, Gaeta (LT), premiato con medaglia d’oro del Senatore Schietroma
- 1964 – 1ª mostra concorso di Arte Contemporanea “Città di Asti” (gemellaggio artistico fra pittori piemontesi e di Roma e Lazio), Asti. Premiato con menzione d’onore
- 1964 - Premio di Pittura Natale 1964 – galleria Europa, Bologna, artista segnalato
- 1965 – 3ª Mostra concorso di Arte Contemporanea (gemellaggio artistico fra pittori piemontesi e di Roma e Lazio), Roma
- 1965 – 1ª edizione concorso d’Arte Città di San Gemini, San Gemini
- 1965 – 2ª edizione Premio di pittura estemporanea di Montefiascone, premio acquisto
- 1965 – 4ª edizione Premio Ciuffenna, premiato con medaglia d’oro
- 1965 – 1ª edizione Premio di pittura Nocera Umbra, premio acquisto
- 1966 – 1ª ed. premio alla memoria di Dino Penazzato, premiato con medaglia d’oro del Presidente della Camera dei Deputati, Viterbo
- 1967 – 5º concorso di pittura estemporanea, Salone Circolo dei Forestieri, Marina di Ravenna (RA), diploma d’onore e medaglia d’oro di merito
- 1967 – 3º concorso gruppo giovani artisti, Torre del Greco (NA), 25 dicembre – 6 gennaio 1968, premiato con medaglia d’argento
- 1967 - 3ª edizione concorso artistico ENAL, Maranola, primo premio
- 1968 – 4ª Mostra concorso di pittura ENAL, Maranola, premio acquisto
- 1970 – 13° rassegna internazionale di pittura, Cassino, premiato con coppa del Prefetto di Frosinone
- 1975 – Concorso “Fiera della Ciociaria”, Frosinone, premiato col 1º premio
- 2019 – 16ª edizione di Pasqua “Premio Giotto”, “Il sacro nella città dell’Angelo”, Chiesa di San Francesco a Boville Ernica, premiato con riconoscimento alla carriera
- 2021 - Florence Biennale (XIII edizione), Fortezza da Basso, Firenze 23 – 31 ottobre, premio del Presidente alla memoria

## Onorificenze
- Console onorario di Montmartre (1970)
- Cavaliere dell’Ordine al merito della Repubblica (2013)[9]
- Cittadino benemerito del Comune di Sora (2019)[10][11][12]

## Principali collezioni
Le opere di Michele Rosa sono ospitate in alcune istituzioni italiane ed europee.
- Ambasciata d’Italia in Lussemburgo, Lussemburgo[28]
- Associazione Nazionale Magistrati - Latina [29]
- Azienda Sanitaria Locale, Frosinone[30]
- Biblioteca Altiero Spinelli, Palazzo della Regione Lazio, Roma[31][32]
- Camera di Commercio, Frosinone[33]
- Inail – Direzione Nazionale, Roma [34]
- Museo d’arte Costantino Barbella palazzo Martinetti-Bianchi, Chieti
- Museo Diocesano, Jesi (AN)[35]
- Museo Nazionale d'Abruzzo, MuNDA, L'Aquila
- Ordine dei Medici – OMCeO, Milano[36]
- Palazzo Comitini, Provincia Regionale, Palermo
- Palazzo Comunale, Sora (FR)[37]
- Palazzo della Provincia di Frosinone, Frosinone[38]
- Pinacoteca civica d’arte, Castello Orsini-Colonna, Avezzano (AQ)[39]
- Polo museale d’Abruzzo, Museo d’Arte Sacra della Marsica, Castello Piccolomini, Celano (AQ)[40]
- Unindustria, Roma[41]
- Università La Sapienza, Roma[42]
- Università Carlo Cattaneo LIUC, Castellanza (VA)[43]
- Università di Cassino e del Lazio Meridionale, Cassino (FR)[44]

## Principale bibliografia
- Arteoggi, Cervia, Cidac Editore, 1992; SBN IT\ICCU\IEI\041195
- Borella A. (a cura di), Annuario della Nobiltà Italiana, nuova serie, anno XXXII, Treglio, S.A.G.I. Casa Editrice, 2011-2014, ISBN 978-88-95231-08-2
- Cardi E., Cento dipinti di Michele Rosa alla città di Sora, Anagni, Ed. Real&Virtual, 2005; SBN IT\ICCU\RMS\1397080
- Magnone G., Viva attesa per il Carnevale di Sora. Ancora una volta il rione San Lorenzo punta vincere il concorso dei carri. In Il Messaggero 9 febbraio 1961
- Pocino W., Ricordi di Gioventù nella Roma degli anni cinquanta. Tra night club, case chiuse e teatri a sbafo, in Lazio ieri e oggi, anno LII, n. 7 – 12 (615), Roma, Edilazio Letteraria, luglio-dicembre 2016, pag. 261 e segg.
- Turriziani N., Provincia italiana e controavanguardia: per una storia culturale del Frusinate a metà Novecento, Napoli, TramArte, 2012, SBN IT\ICCU\TO0\1996614
- Varone G. (a cura di), Scritti di Michele Rosa, Sora, Arte Expo, 2010, SBN IT\ICCU\RMS\2362124
- Varone G., Michele Rosa. L'uomo e l'artista. Provincialità e nuove istanze culturali all'origine della contravanguardia frusinate, Ceccano, Ed. Bianchini & figli, 2006, SBN IT\ICCU\RMS\1634251